# Maaemo
Maaemo er en norsk tre-stjernet michelinrestaurant i Oslo i Dronning Eufemias gate 23 i Bjørvika i Oslo.
I 2012 blev Maaemo som den første restaurant i Norden tildelt to stjerner ved det første besøg fra madanmeldere fra Michelinguiden. Det skete allerede 14 måneder efter restauranten åbnede. Køkkenchefen er den danske kok Esben Holmboe Bang. Maaemo bruger kun 100 % økologiske ingredienser og lokale råvarer og retterne sammensættes efter sæsonen.
I april 2014 blev Maaemo valgt som den 79. bedste restaurant i verden ved The World's 50 Best Restaurants awards.
Da Michelinguiden i 2016 uddelte stjerner, blev Maaemo sammen med danske Geranium de første tre-stjernede restauranter i Norden. Stjernerne blev fornyet i 2017.